# 日野市市民の森ふれあいホール
日野市市民の森ふれあいホール（ひのししみんのもり―）は、東京都日野市にある多目的施設。

## 概要
2012年3月11日にオープンし、4月1日より一般貸し出しを開始した。

## 施設
- コミュニティホール
  - 面積 - 2,350m²
- 多目的ルーム
  - 面積 - 700m²

## 主な大会・イベント
- 2012年4月1日に第1回全日本幼年ボクシング大会、翌日には全国国公立大学ボクシング大会が開かれた[1]。
- また、平成25年東京国体「スポーツ祭東京2013」ではボクシング会場として使用された。
- プロボクシングも八王子中屋ボクシングジム主催興行が2012年10月12日に開かれ[2]、メインイベントでは日野市在勤の淵上誠が東洋太平洋ミドル級王座返り咲きを果たした。
- 2012年よりbjリーグに参入する東京サンレーヴスのホームゲームにも使用されている[3]。

## 交通アクセス
- 多摩都市モノレール甲州街道駅より徒歩12分
- JR中央本線日野駅より徒歩15分
- JR立川駅・日野駅、京王線高幡不動駅より京王電鉄バス立65系統に乗車、「市民の森ふれあいホール」バス停で下車（本数少）